# Symphysodon neckeroides
Symphysodon neckeroides là một loài Rêu trong họ Pterobryaceae. Loài này được Dozy & Molk. miêu tả khoa học đầu tiên năm 1844.